# Bill Johnson (skidåkare)
William Dean "Bill" Johnson, född 30 mars 1960 i Los Angeles, död 21 januari 2016 i Gresham i Oregon, var en amerikansk alpin skidåkare.
Johnson blev olympisk mästare i störtlopp vid vinterspelen 1984 i Sarajevo.